# Кресуя
Кресуя (рум. Cresuia) — село у повіті Біхор в Румунії. Входить до складу комуни Курецеле.
Село розташоване на відстані 378 км на північний захід від Бухареста, 58 км на південний схід від Ораді, 85 км на захід від Клуж-Напоки, 142 км на північний схід від Тімішоари.

## Населення
За даними перепису населення 2002 року у селі проживали 513 осіб.
Національний склад населення села:
| Національність | Кількість осіб | Відсоток |
| -------------- | -------------- | -------- |
| румуни         | 488            | 95,1%    |
| цигани         | 24             | 4,7%     |

Рідною мовою назвали:
| Мова      | Кількість осіб | Відсоток |
| --------- | -------------- | -------- |
| румунська | 490            | 95,5%    |
| циганська | 23             | 4,5%     |